# Bataille de Praga
Insurrection de Kościuszko
Batailles
- Racławice
- Varsovie (en)
- Vilnius (en)
- Grande-Pologne
- Szczekociny
- Chełm (en)
- Rajgród (en)
- Varsovie (en)
- Terespol (en)
- Maciejowice
- Praga

La bataille de Praga, faubourg situé à l'est de Varsovie, opposa le 4 novembre 1794 l'armée russe et l'armée polonaise de l'insurrection de Kościuszko. Elle se prolongea par l'un des plus terribles massacres de population de l'histoire de la Pologne.

## Contexte
À la suite du deuxième partage de la Pologne entre la Prusse et la Russie, en septembre 1793, les Polonais se soulèvent sous la direction de Tadeusz Kościuszko et Ignacy Potocki. Kosciuszko prend le commandement militaire de l'insurrection et remporte d'abord quelques succès contre les Russes, obligés d'évacuer Varsovie et Vilnius.
Les Autrichiens et les Prussiens viennent au secours des Russes et attaquent la Pologne par l'ouest. Kosciuszko doit se replier sur Varsovie et oblige, dans un premier temps, les assiégeants russes à dégager sa capitale. Le 10 octobre 1794, cependant, il est battu et blessé à la bataille de Maciejowice contre l'armée d'Alexandre Souvorov qui le fait prisonnier. 
La lutte pour sa succession et la démoralisation de la population empêchent son successeur, le général Józef Zajączek, de terminer les fortifications à l'est et à l'ouest de la capitale. Début novembre, les troupes russes sont de nouveau devant Varsovie.

## Les forces en présence
L'armée russe est composée de deux corps de bataille de 11 000 hommes chacun, l'un commandée par Alexandre Souvorov, l'autre par Ivan Fersen (pl). Souvorov a vaincu les rebelles de la Confédération de Bar en 1768 et a joué un rôle déterminant dans la récente guerre russo-turque, durant laquelle il s'est emparé des forteresses réputées imprenables d'Otchakov sur le Dniepr et d'Izmaïl sur le Danube. Plus récemment, c'est lui qui a remporté la bataille de Maciejowice. Quant à Fersen, il connait bien la Pologne, car il y combat depuis plusieurs mois. 
Les forces polonaises sont formées des restes de l'armée de Kosciuszko, de milices mal organisées venant de Varsovie, Praga et Vilnius et d'un régiment juif commandé par Berek Joselewicz, au total 20 000 hommes. 
Józef Zajączek a organisé ses troupes en trois lignes de défense. Il dirige celle du centre, Jakub Jasiński (en) celle du nord et Wladyslaw Jablonowski celle du sud. 

## Déroulement de la bataille

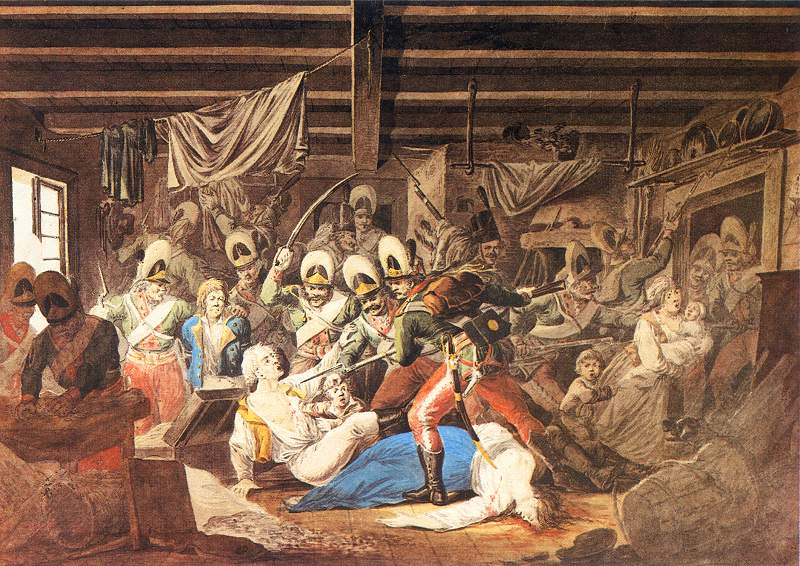
Massacre de la population de Praga, Aleksander Orłowski, 1810

Les Russes atteignent les abords de Varsovie le 3 novembre. Les Polonais tentent de les repousser par un barrage d'artillerie mais c'est un échec. Zajaczek et ses seconds croient que les troupes ennemies vont tenter de soutenir un long siège, alors que Souvorov est partisan de l'attaque surprise et de l'assaut rapide, tactique qui a réussi contre les Turcs. 
Le 4 novembre, à trois heures du matin, les forces russes s'installent tout près des fortifications. Deux heures plus tard, Souvorov ordonne l'assaut global. Les lignes polonaises sont très vite enfoncées. Le général Zajaczek, blessé au début du combat, est évacué, et ses troupes, sans commandement, battent en retraite vers Praga et la Vistule. 
Le combat continue dans la ville et dure quatre heures. Les soldats polonais sont tués ou fait prisonniers. Très peu d'entre eux parviennent à se réfugier de l'autre côté du fleuve. 
Après la bataille, Souvorov laisse froidement ses hommes piller et brûler entièrement la ville de Varsovie, voulant ainsi venger le massacre de la garnison russe de la capitale, au début du soulèvement en avril 1794. Mais c'est le faubourg de Praga qui subit les plus grands sévices. On pense que 20 000 civils y sont massacrés par des soldats ivres de carnage. Selon certaines sources, non seulement Souvorov n'a rien fait pour les arrêter, mais il les aurait encouragés. 

## Conséquences
Le 5 novembre, les troupes polonaises, complètement démoralisées, se retirent vers le sud. Pour elles, c'est la fin de la guerre.
Souvorov envoie un court rapport à la tsarine Catherine II: Hourrah - Praga - Souvorov. L'impératrice lui répond aussi brièvement: Bravo, feldmaréchal, Catherine. Dès son retour à Saint-Pétersbourg, le général est en effet promu maréchal.
En 1795, d'âpres négociations ont lieu entre la Russie, la Prusse et l'Autriche pour un troisième partage de la Pologne, qui cesse d'exister comme territoire indépendant pour plus de cent-vingt ans.

## Historiographie
Pendant le régime soviétique, le massacre de Praga devient un sujet tabou. Les références à l'événement sont censurées des manuels, les cours d'histoire n'en font plus mention et les recherches sur le sujet sont découragées. Le but est de ne pas nuire aux relations polono-soviétiques. Après la chute du communisme, la censure est levée mais, même aujourd'hui, il s'agit d'un sujet controversé et sensible.